# Cholecystokinin
Cholecystokinin (CCK) oder Pankreozymin (PZ) ist ein Peptidhormon des Magen-Darm-Trakts. Auch im Gehirn spielt es eine wichtige Rolle als Neurotransmitter. Wörtlich übersetzt heißt Cholecystokinin auf Deutsch Gallenblasenbeweger. Cholecystokinin ist aber auch zentralnervös beteiligt an der Auslösung des Sättigungsgefühls.

## Struktur
CCK besteht aus einer unterschiedlichen Anzahl von Aminosäuren (z. B. CCK58, CCK33, CCK8), die aus dem Prohormon Procholecystokinin (95 Aminosäuren) prozessiert werden. Es ähnelt in seiner Struktur dem Gastrin. Die letzten fünf C-terminalen Aminosäuren sind identisch mit denen vom Gastrin.

## Bildungsort
Es wird im oberen Duodenum (Zwölffingerdarm) sowie im darauffolgenden Jejunum (Leerdarm)  in speziellen enteroendokrinen Zellen, den sogenannten I-Zellen, produziert. Die Ausschüttung des Hormons wird durch Fett- und Aminosäuren im Nahrungsbrei angeregt.

## Zielorgan und Wirkungsweise
Zielorgane von Cholecystokinin sind Gallenblase und Bauchspeicheldrüse (Pankreas). CCK regt die Pankreassekretion an und bewirkt gleichzeitig eine Kontraktion der glatten Muskulatur der Gallenblasenwand sowie die Erschlaffung des Musculus sphincter Oddii und dadurch den Gallenfluss. Es stimuliert die Peristaltik von Dünndarm und Dickdarm. CCK vermindert die Wirkung von Gastrin im Magen durch kompetitive Verdrängung von dem CCKB-Rezeptor und vermindert dadurch die Salzsäureproduktion. Darüber hinaus spielt es bei der Entstehung von Angst und Panik sowie bei Angststörungen eine Rolle. Außerdem ist es für das Sättigungsgefühl verantwortlich, indem es auf den Nucleus tractus solitarii (NTS) wirkt, der in der zum Hirnstamm gehörenden Medulla oblongata liegt.

## Cholecystokinin-Rezeptoren
Die Effekte des CCK auf die verschiedenen Zellen werden durch Membranrezeptoren vermittelt. Analog zur Entdeckung des CCK wurden seine Rezeptoren ebenfalls zuerst im Verdauungstrakt nachgewiesen (CCK-A-Rezeptor: A – alimentary, überwiegend in Gallenblase und Bauchspeicheldrüse). Erst 1980 konnten Rezeptoren für Cholecystokinin auch im Gehirn nachgewiesen werden (CCK-B-Rezeptor: B – Brain, überwiegend im Gehirn, aber auch im Magen).
Im Jahre 1992 wurden nacheinander die Gene sowohl des CCK-A-Rezeptors als auch des CCK-B-Rezeptors entdeckt und kloniert. Dadurch ließ sich zugleich die Proteinstruktur beider Rezeptoren aufklären. Beide Rezeptoren gehören zur Superfamilie der G-Protein-gekoppelten Rezeptoren. Sie bestehen aus sieben transmembranären Domänen, ihre Proteinstruktur ist zu 48 % identisch. Die genetische Information liegt jedoch auf unterschiedlichen Chromosomen (CCKAR auf Chr. 4, CCKBR auf Chr. 11). Der CCK-B-Rezeptor ist dabei mit dem Gastrin-Rezeptor genetisch identisch und unterscheidet sich nur in 5 Aminosäuren aufgrund einer Splicing-Variante.

## Forschungsgeschichte
Cholecystokinin wurde erstmals 1928/1929 von dem US-amerikanischen Physiologen Andrew Conway Ivy und dem Neurochirurgen Eric Oldberg nachgewiesen. 1941 entdeckten Harper und Raper die Wirkung eines Hormons, das sie Pancreozymin nannten. 25 Jahre später wurde es von Johan Erik Jorpes und Viktor Mutt isoliert und aufgereinigt, wobei sie erkannten, dass Cholecystokinin und Pancreozymin identisch sind.